# Sidenhjälmspindel
Sidenhjälmspindel (Phycosoma inornatum) är en spindelart som först beskrevs av O. Pickard-Cambridge 1861.  Sidenhjälmspindel ingår i släktet Phycosoma och familjen klotspindlar. Enligt den finländska rödlistan är arten nära hotad i Finland. Arten är reproducerande i Sverige. Artens livsmiljö är stränder. Inga underarter finns listade i Catalogue of Life.